# Lycée Pasteur
Il Lycée Pasteur (Liceo Pasteur) è una scuola pubblica per il secondo ciclo della seconda elementare situata a Neuilly-sur-Seine. È dotato di Classe préparatoire aux grandes écoles e costituisce, con il collegio insediato al suo interno, un plesso scolastico. Prende il nome dallo scienziato Louis Pasteur.
Costruito a partire dal 1912 e completato nell'estate del 1914, l'edificio fu requisito all'inizio della prima guerra mondiale e ospitò un ospedale creato dall'American Hospital of Paris, anch'esso situato a Neuilly, e che sarebbe rimasto in vigore per tutta la guerra.

## Personalità del liceo
- Gwendal Bisch, un tuffatore francese
- Barbara Cassin, una filologa, filosofa, germanista, grecista e traduttrice francese
- Maurice de Gandillac, uno storico della filosofia francese
- Jean-Bertrand Pontalis, un filosofo, psicoanalista e scrittore francese